# Escheburg
Escheburg település Németországban, Schleswig-Holstein tartományban. Lakosainak száma 3991 fő (2023. december 31.). Escheburg Geesthacht és Kröppelshagen-Fahrendorf községekkel határos.

## Népesség
A település népességének változása:
| Lakosok száma | 1357 | 3406 | 3421 | 3498 | 3746 | 3991 |
|               | 1975 | 2017 | 2019 | 2021 | 2022 | 2023 |